# پیدراهیتا
پیدراهیتا دهستانی در استان آبیلای اسپانیا است.
در این دهستان ۲٬۰۹۶ نفر زندگی می‌کنند. مساحت این دهستان ۲۸٫۷۰ کیلومتر مربع است.